# Tipula (Formotipula) spoliatrix
Tipula (Formotipula) spoliatrix is een tweevleugelige uit de familie langpootmuggen (Tipulidae). De soort komt voor in het Oriëntaals gebied.